# Mesochorus orbitalis
Mesochorus orbitalis är en stekelart som beskrevs av Holmgren 1860. Mesochorus orbitalis ingår i släktet Mesochorus och familjen brokparasitsteklar. Arten är reproducerande i Sverige. Inga underarter finns listade i Catalogue of Life.